# Analogni signal
Analogni signal, u elektrotehnici, je oblik signala kojemu vremenski prikaz u svakome trenutku odgovara fizikalnoj veličini električnog napona ili električne struje. Postoje različiti analogni izvori signala, analogni mjerni uređaji i analogni računalni sustavi. Analogne tehnike pogodne su za modeliranje sustava i za upoznavanje biti njihova djelovanja na temelju analize signala odziva uz različite pobude.